# Broekmolen (Slenaken)
De Broekmolen of Broekermolen, maar plaatselijk ook bekend als de Molen van Slenaken, is een voormalige watermolen in Slenaken in de Nederlands Zuid-Limburgse gemeente Gulpen-Wittem. De watermolen stond op de Gulp en had op het laatst een turbine voor de aanstuwing. Water uit de Gulp werd via de molentak opgevangen in een vergaarvijver vlak voor de molen en werd gebruikt om de molen in beweging te brengen. De Gulp maakte ongeveer op 300 meter stroomopwaarts van de molen een haakse bocht naar rechts. Op deze plek bouwde men een dam die als overlaat fungeerde, aanvankelijk was daar ook een sluis, en begon de molentak. De molen bevond zich in het westelijke deel van het zuidelijke gebouw.
De molen lag samen met de molenhoeve in het Gulpdal aan de voet van de helling van het Groote Bosch ten noordwesten van het dorp aan de weg van Slenaken naar Gulpen. Verder stroomafwaarts lag de Groenendalsmolen bij Pesaken/Billinghuizen. Stroomopwaarts lag de Molen van Teuven.
Het gebouw is een rijksmonument. Volgens de voorgevel is het bouwjaar 1773.

## Geschiedenis
In de 18e eeuw bestond reeds de molen. De molen had toen een houten bovenslagrad met een diameter van 3,6 meter en een breedte van 1,2 meter.
In 1881 kreeg de molen een nieuw rad. Dit had een afmeting van 1,5 meter.
In 1890 kreeg de molen een ijzeren rad met een gelijke breedte, maar de doorsnede werd vergroot tot 3,65 meter.
In 1906 kreeg de eigenaar toestemming van het provinciaal bestuur om het waterrad te vervangen door een turbine en tevens het molengebouw uit te breiden. De gebruikte turbine was van type Girard
In 1907 werd er een gemetselde stuw aangebracht bij de aftakking van de Gulp in de molentak. De familie Speetjens (waaronder de burgemeesters Hubertus Wilhelmus Speetjens en Leo Speetjens) heeft de molen bijna een eeuw gepacht en bemalen.
In 1962 overleed de toenmalige molenaar. Sinds dat moment was de molen niet meer in gebruik. In de tijd die volgde werden steeds meer delen van de molen verkocht en maakte een totale verbouwing helemaal een einde aan het bestaan van de molen.